# Ernst Heinrich von Gillern
Ernst Heinrich von Gillern (* 24. Januar 1730 in Krehlau; † 13. Juni 1792 in Königsberg) war preußischer Generalmajor, Chef des gleichnamigen Infanterieregiments und Ritter des Ordens Pour le Mérite.

## Leben

### Herkunft
Ernst Heinrich entstammte dem alten böhmischen Adelsgeschlecht derer von Gillern. Er war der Sohn des Justiz- und Landrats der Kreise Wohlau, Steinau sowie des Erbherrn auf Hammer, Niederkrehlau, Karl Heinrich von Gillern (* 1686; † 26. Oktober 1752) und dessen Ehefrau Katharina Barbara, geborene von Nerlich.

### Militärkarriere
Gillern wurde 1748 als Gefreiterkorporal im Infanterieregiment „von Lestwitz“ Nr. 31 angestellt und nahm als Seconde-, später als Premierleutnant im Siebenjährigen Krieg an den Schlachten bei Prag, Kolin, Kunersdorf – hier wurde er verwundet – und Torgau teil. Bei Torgau stand die Kompanie, der Gillern angehörte, direkt der seines Cousins Christian von Gillern gegenüber, der als Grenadier-Hauptmann auf österreichischer Seite kämpfte und schwer verwundet von den Preußen gefangen genommen wurde. 
1773 wurde Gillern Kommandeur des Grenadierbataillons „von Zobeltitz“ Nr. 6 in Neisse. Im Bayerischen Erbfolgekrieg zeichnete er sich im Gefecht bei Lewin durch die Abwehr eines feindlichen Überfalls in der Nacht vom 1. auf den 2. September 1778 derart aus, dass er außerhalb seiner Rangtour zum Oberstleutnant befördert wurde. Sein Bataillon erhielt von Friedrich dem Großen ein Geschenk von 400 Talern.
Am 1. Juni 1787 wurde Gillern Chef des neugebildeten Füsilierbataillons Nr. 9. Nach knapp zwei Jahren übergab der König ihm am 7. Februar 1789 als Chef das Infanterieregiment „von Romberg“ und beförderte ihn kurz darauf am 19. Mai 1789 zum Generalmajor. Anlässlich der Revue bei Heiligenbeil wurde Gillern am 8. Juni 1789 mit dem Orden Pour le Mérite ausgezeichnet.
In der Garnison seines Regiments kam Gillern am 13. Juli 1791 bei der Rekrutierung neuer Soldaten dem Lehrauftrag des Dekans der Universität Albertina, dem Philosophen Immanuel Kant, in die Quere, der daraufhin am 26. Juli 1791 eine Beschwerde an das königliche Ministerium verfassen ließ.
1792 trat Gillern mit einer Pension von 1000 Talern in den Ruhestand und starb kurze Zeit später in Königsberg.

### Familie
Gillern war seit 24. November 1767 mit Anna Dorothea (1734–1806), der Tochter des Landkommissars Heinrich Ernst von Arndt verheiratet. Aus der Ehe ging die Tochter Amalie (1774–1792) hervor.